# Eublemma proleuca
Eublemma proleuca là một loài bướm đêm trong họ Erebidae.